# I. Frigyes meisseni őrgróf
I. (Bátor) Frigyes (1257 – 1323. november 16.) meisseni és thüringiai tartománygróf 1291-től haláláig.
II. Albert őrgróf és Margitnak, II. Frigyes német-római császár leányának fiaként született. Fivérével, Dietrichhel együtt nagybátyjának, landsbergi Dietrichnek az udvarában nevelkedett. A lombardiai ghibellinek már gyermekkorában Itáliába próbálták hívni, hogy foglalja el nagyatyja, II. Frigyes és a Hohenstaufok örökségét. Ennek a felhívásnak azonban Frigyes nem tette eleget. Meissenben ellenségeskedésben élt édesapjával, aki Frigyes helyett törvénytelen gyermekét, Albertet részesítette előnyökben. A háború végül Frigyes vereségéhez vezetett, és 1281-ben édesapja fogságába esett. Jogait csak 1289-ra tudta elismertetni Alberttel.
Az 1290-es években Nassaui Adolf igyekezett megszerezni Meissent és Thüringiát, amiért Frigyes ismét bujdosásba kényszerült. 1298-ban Adolf meghalt, és utóda I. Albert német király ugyancsak uralma alá rendelte a 2 grófságot. 1307-re Frigyes legyőzte Albert seregeit, és – miután édesapja, II. Albert már korábban évjáradék fejében lemondott – végre egyedül kezdhetett el uralkodni. Az új német király VII. Henrik elismerte Frigyest meisseni őrgrófnak.
Az új ellenfél Valdemár brandenburgi herceg lett, aki háborút indított Frigyes ellen, és sikerül el is fognia. Frigyes csak 32.000 ezüstmárka kifizetése és Alsó-Lausitz átengedése ellenében szabadult a tangermündei és a megdeburgi szerződés értelmében.

## Lásd még
- Meißen őrgrófjainak listája

| Előző uralkodó: II. Albert | Meißen őrgrófja 1291 – 1323 | Következő uralkodó: II. Frigyes |

| Előző uralkodó: Adolf | Türingia tartománygrófja 1298 – 1323 | Következő uralkodó: II. Frigyes |